# Нантхи-Кадал
Нантхи-Кадал (там. நந்திக்கடல் [Nantikkaṭal]) — озеро лагунного происхождения на севере Шри-Ланки в округе Муллайтиву (Северная провинция). Площадь — 14 км². Максимальная ширина — 5 км.
Лагуну питают множество мелких рек. Город Муллаитиву зажат на узкой полоске суши между лагуной Нанти и Индийским океаном.